# داستان ترسناک

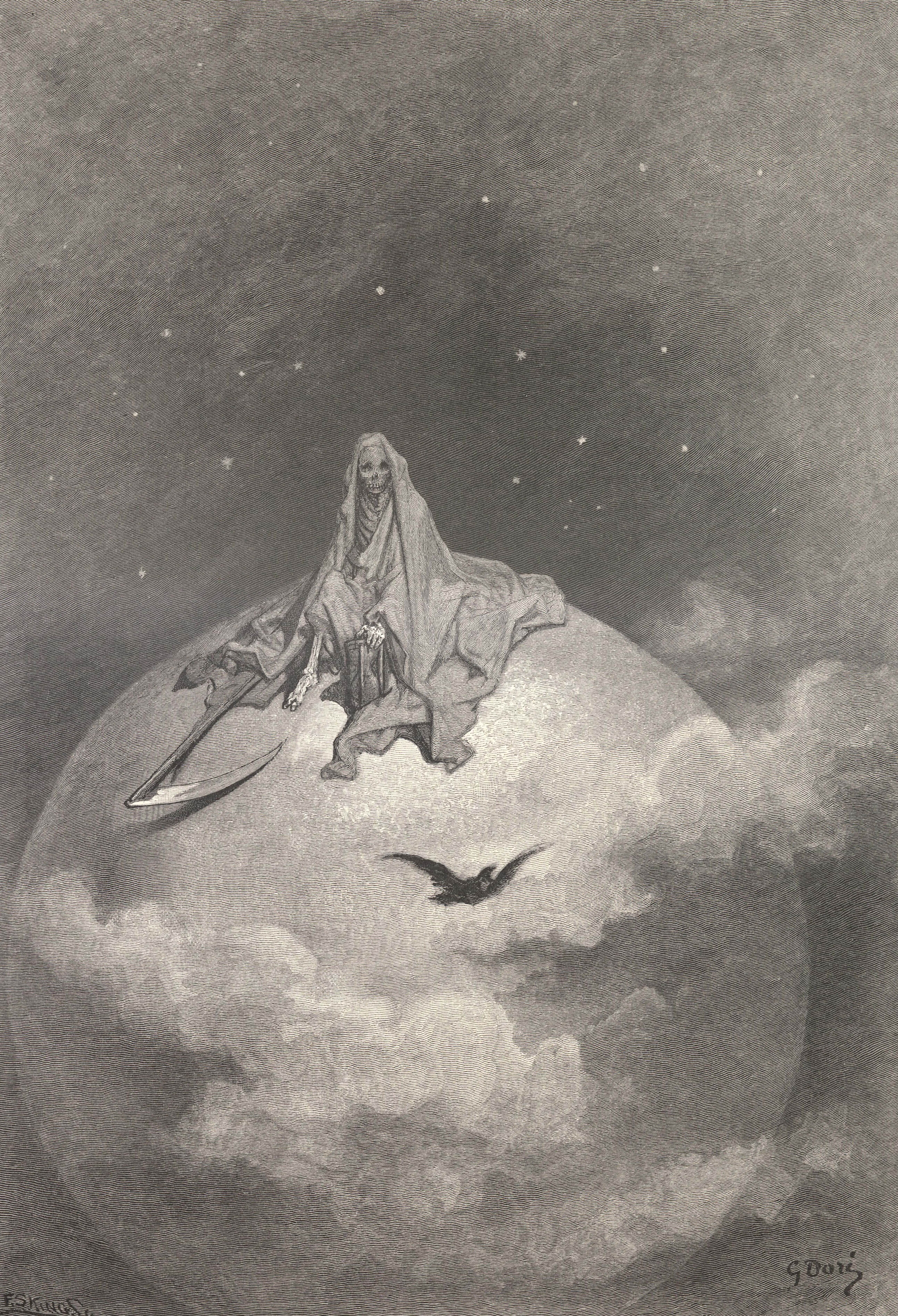
تصویری از «غراب» ادگار آلن پو اثر گوستاو دوره

داستان ترسناک یا ژانر وحشت (واژه مصوب: گونهٔ وحشت) نام ژانری در ادبیات است که با هدف ایجاد ترس و وحشت به مسائل غیرواقعی، تخیلی و برخی داستان های عامه‌پسند می‌پردازد.

## در ادبیات کودک و نوجوان
ژانر وحشت در یک دههٔ اخیر در ادبیات کودک و نوجوان بروز گسترده‌ای یافته است و از پرمخاطب‌ترین انواع ادبی نوشته شده برای کودکان و نوجوانان است. در این نوشته‌ها که المان‌های ادبیات گوتیک که در گذشته تنها در ادبیات بزرگسال و فیلم ترسناک استفاده می‌شد، بهره می‌گیرد. عده‌ای از کارشناسان استفادهٔ نویسندگان از سبک وحشت را برای کودکان و نوجوانان مناسب نمی‌دانند و عدهٔ دیگری از کارشناسان ادبیات کودک با تکیه بر مبانی روان‌شناسی کودک، استفادهٔ کودکان و نوجوانان از داستان‌هایی که آن‌ها را با ترس آشنا می‌کند را مفید می‌دانند. با وجود این، همچنان نویسندگان جهان و همچنین نویسندگان ایرانی به نوشتن داستان‌های ژانر وحشت برای کودکان می‌پردازند. برخی از کارشناسان، این تغییر در ادبیات کودک را نشانهٔ بلوغ ادبیات کودک و نوجوان و تغییر در تعارف گذشته از کودک و نوجوان و نیازهای او می‌دانند.